# Kárafell
Kárafell är en kulle i republiken Island. Den ligger i regionen Västlandet, 100 km norr om huvudstaden Reykjavík. Toppen på Kárafell är 333 meter över havet. Kárafell ingår i Ljósufjöll.
Trakten runt Kárafell är nära nog obefolkad, med mindre än två invånare per kvadratkilometer. Närmaste större samhälle är Stykkishólmur, omkring 15 kilometer nordväst om Kárafell. Trakten runt Kárafell består i huvudsak av gräsmarker.